# 안종국 (일진회)
안종국(安鍾國, ? ~ ?)은 대한제국 말기 일진회의 평의원으로 활동하였던 인물이다.

## 생애
생몰년에 대하여 알려져 있지 않다. 일진회의 평의원으로 지냈으며, 1908년 평의원에 다시 선출되었다. 1910년 일진회가 해산하면서 평의원으로 활동한 대가로 해산비를 받았다. 1913년 5월 일진회 회장이었던 송병준이 일진회 공동재산을 회원들에게 분배하지 않고 개인적으로 국민농업회사에 투자하자 조인성, 김연상 등과 함께 분배를 요구하며 결사대를 조직하였다. 1934년 일본의 흑룡회가 도쿄의 메이지신궁교 옆에 세운 일한합방기념탑의 석실 안에 합방 공로자 중의 한 사람으로 봉납되었다.

## 사후
2008년 발표된 민족문제연구소의 친일인명사전 수록예정자 명단 친일단체 부문에 포함되었다.